# Psittacinae
Psittacinae (papagaios afrotropicais, papagaios africanos ou papagaios do Velho Mundo) é uma subfamília de papagaios, nativa da África Subsaariana, que inclui doze espécies e dois gêneros existentes. Entre as espécies está o icônico papagaio cinza.
Os Poicephalus são geralmente pássaros verdes com cabeças de cores diferentes; os maiores Psittacus são cinza-claros com caudas vermelhas.
Papagaios africanos (pelo menos o papagaio-cinza) foram conhecidos na Europa desde os tempos Romanos.
Os papagaios africanos, diferentemente de seus primos neotropicais, são polifiléticos: Agapornis da África e Madagascar foi considerado o grupo irmão de Loriculus da Australásia e Indo-Malásia e juntos eles se agruparam com os Loriinae, Cyclopsittacini e Melopsittacus da Australásia. Poicephalus e Psittacus da África continental formaram o grupo irmão dos Arinae neotropicais e Coracopsis de Madagascar e ilhas adjacentes, podendo ser o parente mais próximo de Psittrichas da Nova Guiné.

## Taxonomia
Esta subfamília, juntamente com sua subfamília irmã Arinae de papagaios neotropicais, constitui a família Psittacidae, uma das três famílias de papagaios verdadeiros.
| Imagem | Gênero                     | Espécies vivas |
| ------ | -------------------------- | --- |
|        | Psitaco Linnaeus, 1758     | - P. erithacus, papagaio cinza - P. timneh, papagaio Timneh |
|        | Poicephalus Swainson, 1837 | - P. robustus, papagaio do Cabo - P. fuscicollis, papagaio de pescoço marrom - P. f. fuscicollis, (nomear subespécie) - P. f. suahelicus, papagaio de cabeça grisalha (subespécie) - P. gulielmi, papagaio de Jardine também conhecido como papagaio de testa vermelha - P. meyeri, papagaio de Meyer - P. rueppellii, papagaio de Rüppell - P. cryptoxanthus, papagaio de cabeça marrom - P. rufiventris, papagaio de barriga vermelha - P. senegalus, papagaio do Senegal - P. flavifrons, papagaio de testa amarela - P. crassus, papagaio de Niam-Niam |

Tradicionalmente, o gênero Coracopsis (papagaios vasa) está incluído nesta subfamília, mas estudos moleculares recentes mostram que eles estão dentro de uma subfamília diferente.
Um gênero monotípico pré-histórico extinto, Bavaripsitta, foi descrito.